# Junagadh
Junagadh (o Junagarh) è una suddivisione dell'India, classificata come municipality, di 168 686 abitanti, capoluogo del distretto di Junagadh, nello stato federato del Gujarat. In base al numero di abitanti la città rientra nella classe I (da 100 000 persone in su).

## Geografia fisica
La città è situata a 21° 31' 0 N e 70° 28' 0 E e ha un'altitudine di 106 m s.l.m.

## Società

### Evoluzione demografica
Al censimento del 2001 la popolazione di Junagadh assommava a 168 686 persone, delle quali 86 935 maschi e 81 751 femmine. I bambini di età inferiore o uguale ai sei anni assommavano a 18 489, dei quali 9 838 maschi e 8 651 femmine. Infine, coloro che erano in grado di saper almeno leggere e scrivere erano 122 301, dei quali 67 290 maschi e 55 011 femmine.

## Luoghi d'interesse

### Jami Masjid
Le sue colonne e le pietre intagliate indicano che fu costruita sui resti di un tempio indù distrutto. Accanto si trova un gruppo di grotte buddiste risalenti al TT secolo.

### Mahabat Maqbara
Posizionato vicino alla stazione ferroviaria si trova una serie di mausolei reali, di cui il principale è il Mahabat Maqbara, con splendide porte d'argento.